# Stade Ouvaïs Akhtaïev
 (mars 2025).
Le stade Ouvaïs Akhtaïev (en russe : Стадион имени Увайса Ахтаева) était un stade omnisports russe situé à Grozny, en Tchétchénie. 
Il était occupé par le Terek Grozny et accueillait les matchs non officiels de l'équipe de Tchétchénie. 
Le stade a été démoli pendant les guerres de Tchétchénie.